# イスラエル料理

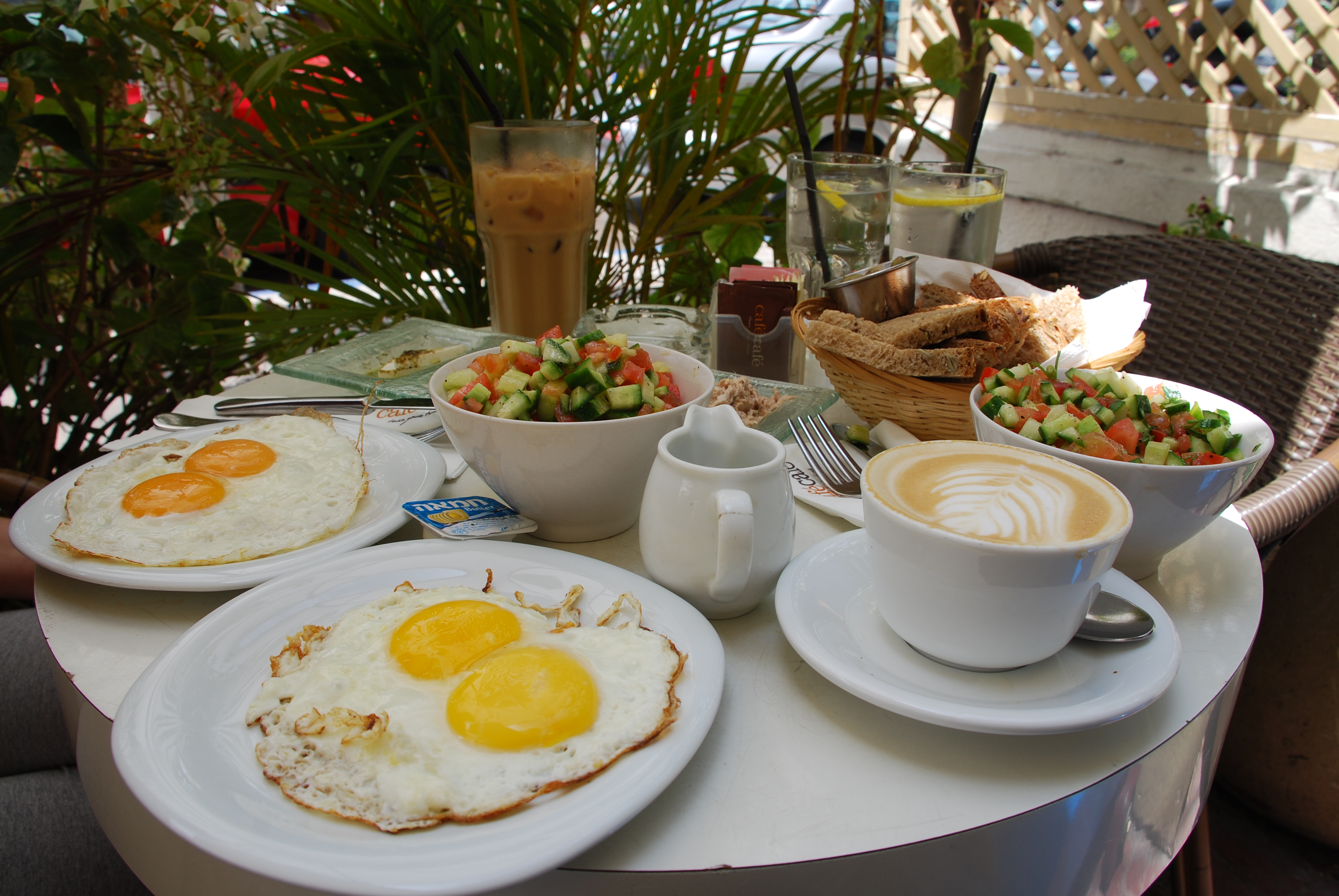
イスラエルの朝食は、キブツのモダン・カルチャーの影響を受けた独自の朝食スタイル。

イスラエル料理（イスラエルりょうり）は、元々ディアスポラ (民族離散) によってユダヤ人がこの地に持ち込んだ料理だった。そして今日ではユダヤ料理とアラブ料理の融合で生まれた独自のフュージョン料理 (多国籍料理) が目覚ましく発展していき、その形が作られている。

## 概要
西南アジアや北アフリカ にルーツを持つ中東系ユダヤ人、イベリア半島出身のスペイン系ユダヤ人 (セファルディム)、中欧や東欧出身のドイツ系ユダヤ人 (アシュケナジム) など、さまざまなディアスポラ (移民) グループの伝統料理がひとつに溶けあっている。
またこの国の料理は、イスラエル以外の中東料理（例えばペルシャ系ユダヤ人から伝わったイラン料理、トルコ系ユダヤ人から伝わったトルコ料理）や地中海料理の食べ物・飲み物も古くから取り入れている。ザアタルのようなスパイスや、ファラーフェル (つぶした豆と香辛料を丸めて揚げたもの)、フムス、 ムサッバハ  (ヒヨコマメをペースト状にしないフムス)、シャクシューカ  (トマトソースに卵を落として焼いたもの)、クスクスなどの食べ物が現在イスラエルで広く親しまれている。

## 特色
イスラエル料理に影響を与える他の要素は、地中海ならではの食品 (とりわけ特定の野菜・果物や乳製品や魚) が手に入ること、カシュルート (食事に関する宗教的戒律) を守る慣習、そして安息日やその他のユダヤ教の祝日に特有の食文化や伝統 (ミンハーグ) が挙げられる。 例をあげると、ハッラー (安息日と祝祭日に食べるパン)、ジャフヌン (パイ生地のパン)、マラアワフ (パンケーキ型揚げパン)、ゲフィルテ・フィッシュ (安息日の定番料理である魚肉団子)、ハミン (安息日に食べる煮込料理)、エルサレム・ミックス・グリル (エルサレムの市場発祥の鶏レバーと玉ねぎ等を香辛料で炒めたグリル料理)、スフガニーヤ (ハヌカーに食べるジャム入りの揚げドーナツ) などがある。
オレンジやアボカド、乳製品、魚などの地元産の食材を使った新しい料理や、世界のトレンドを取り入れた料理が長年にわたって浸透し、海外で修業を積んだ料理人が各国料理の要素を持ち込んでいる。

## 歴史

### 起源

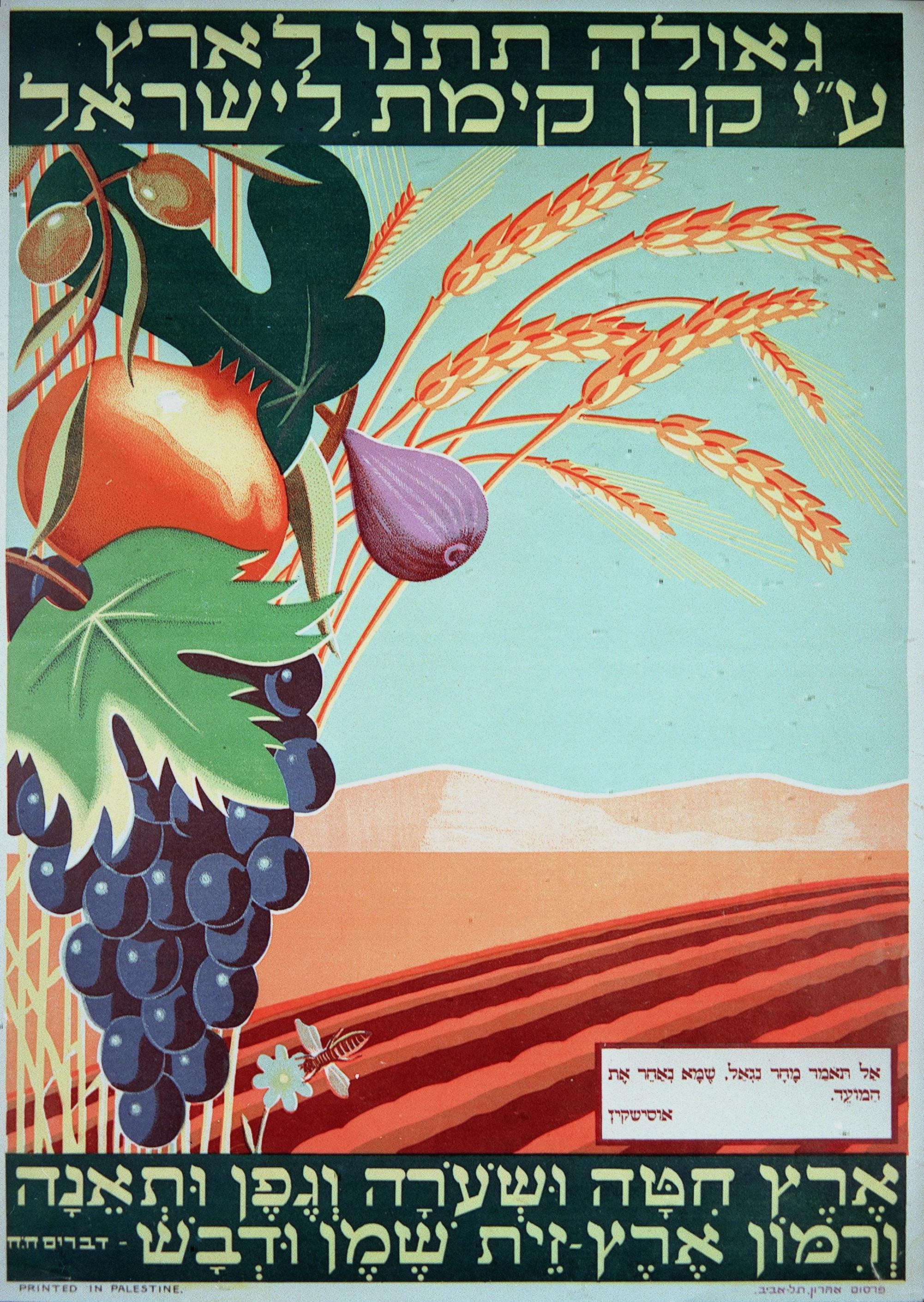
ユダヤ民族基金のポスター。ヘブライ語聖書にイスラエルの地の特別な食材として記されている「 七 種の作物」(Seven Species)を描いている (1945 年 1 月)

イスラエルの伝統料理には、3,000年の歴史がある。長い時間をかけて、アジア、アフリカ、ヨーロッパの宗教・文化の影響を受けながら料理のるつぼが生まれた。聖書や考古学の記録をたどると、紀元前1000年以上前の食文化を推察できる。 
古代イスラエル料理は、今日のイスラエル料理でも重要な役割を果たすいくつかの食材を柱にしている。聖書にイスラエルの地の特別な食材として記されていることで有名な「七種の作物」(Seven Species) で、オリーブ、イチジク、ナツメヤシの実 (デーツ)、ザクロ、小麦、大麦、ブドウである。  地元で収穫した農産物で作る食事が、異国の香辛料で香りづけされていた。東西貿易路の交差点に位置する国ということから輸入スパイスの入手が容易だったためである。
第二神殿が建っていた時代（紀元前516年～紀元後70年）には、エルサレムの司祭や貴族を中心に、ギリシャ風ヘレニズム文化とローマ文化が食生活に大きな影響を与えていた。スパイシーな前菜と酒、魚、牛肉、他の肉類、酢漬けの野菜に新鮮な野菜、オリーブ、酸味のある果物や甘い果物といった贅沢な料理が食されていた。 
第二神殿が破壊されると、ユダヤ人の大半がイスラエルの地から追放されることとなった。そしてユダヤ人コミュニティが生まれた多くの国々で現地の経済、食材、伝統料理の影響を受けながら、古代後期 (西暦200～800年前後) 以降もユダヤ料理は各地で発展し続けた。[要出典]

### 旧イシューブ
1881年のディアスポラ (民族離散) 後、シオニズム運動によるアリーヤー (パレスチナ地方への「帰還」) で移住してきたユダヤ人達は新イシューブである。それより前からパレスチナ地方のオスマン帝国シリアに住んでいたユダヤ人達のコミュニティが旧イシューブである。 このコミュニティの料理スタイルはセファルディ料理であった (スペイン系ユダヤ人はセファルディムといわれる)。1492年のユダヤ教徒追放令がアルハンブラ宮殿から出される前にスペインのユダヤ人の間で確立し、その後に彼らが移住したバルカン半島やオスマン帝国などで発達した。 特にエルサレムでは、オスマン料理の影響を受けた独自の食文化ができあがり、エルサレム・セファルディ料理として知られている。  代表的な料理にはサンブーサク (挽肉や白いチーズを半月型の皮で包んだもの)、パステル 、ブレク (大きな丸い生地に肉やチーズをはさんで焼きあげたもの) などのパイ、野菜グラタン、野菜の詰めもの料理、米とブルグルのピラフなどがあり、現在ではエルサレムの伝統料理とみなされている。 
東欧出身のドイツ系ユダヤ人 (アシュケナジム) の一派であるハシディズム (超正統派ユダヤ教徒) 達も1700年代後半にコミュニティを作り始め、伝統的なアシュケナジ料理を持ち込んだが、この地域独自のオリジナルメニューも生まれた。特にクーゲル・エルサレムとして知られる胡椒をきかせキャラメリゼしたヌードルのプディングが有名である。 

### ユダヤ人移民

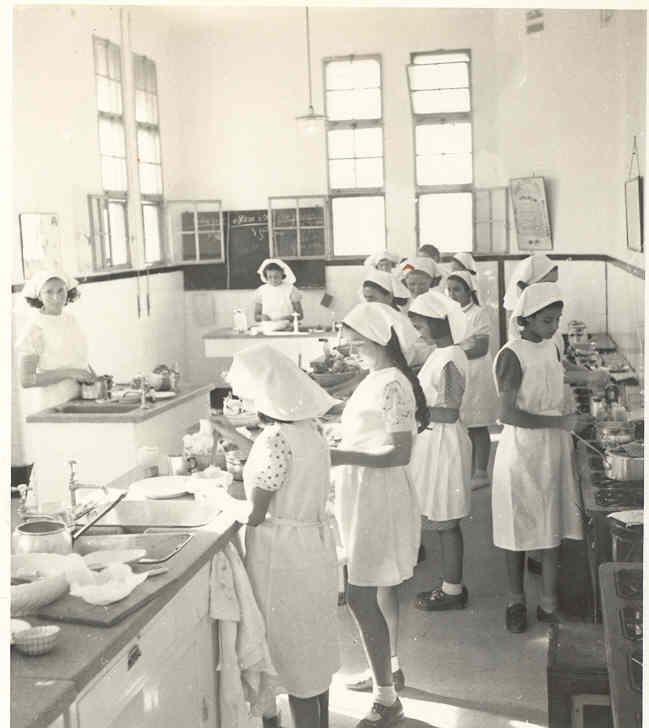
エルサレムのユダヤ人女学校での料理の授業 (1939年)

1881年の第一次アリーヤー (ユダヤ人の大規模な移住）以降、イエメンや東欧 (特にポーランドとロシア) から大勢のユダヤ人がこの地域に移り住んだ。 シオニズム運動のリーダー達は、思想的な理由と気候的な理由から、幼少期から食べてきたアシュケナジ料理を否定し、ズッキーニ、ピーマン、ナス、アーティチョーク、ヒヨコマメなど地元産食材を使う食事で現地に適応した。  エルナ・マイヤー (Erna Meyer) 著の、1930年代初頭に出版された最初のヘブライ語料理本 (En:How to Cook in Palestine (Jewish cookbook) は、地中海のハーブ、中東のスパイス、地元野菜を料理に使うように読者にすすめている。  この頃に取り入れられたパン、オリーブ、チーズ、生野菜といった献立はキブツの朝食の定番となった。イスラエルのホテルではより豪華な形で、イスラエルの各家庭では色々な形に変化して提供されている。  

### 国家の黎明期

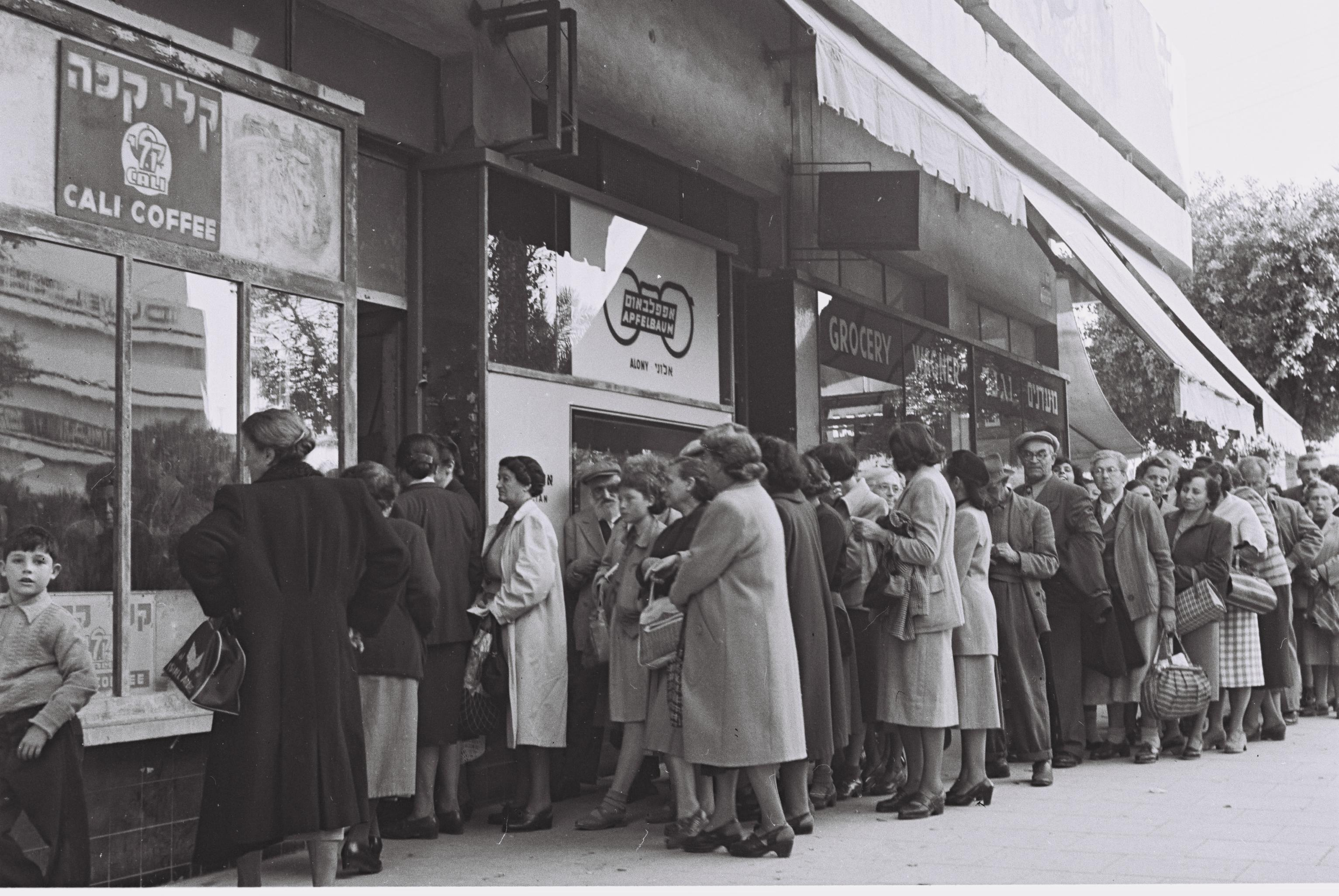
1954年、緊縮財政時代に配当の食料を買うため列に並ぶテルアビブの住民

イスラエル国家は建国当初、軍事的、経済的な困難にみまわれた。1948年から1958年にかけてはツェナ (tzena) と呼ばれる食糧配給と緊縮財政の時代だった。 この10年間で、最も数が多かったアラブ諸国からだけでなく、ヨーロッパのホロコーストを生き延びた人々を含む100万人以上のユダヤ人移民が新国家に流入した。 当時は最低限の食料しか手に入らず、各民族の伝統料理は、ナスを刻んでつくる「レバー」など様々なモドキ食材や代用品での工夫を余儀なくされた。例えばアシュケナジムの食べるシュニッツェル (仔牛肉を薄く伸ばしてパン粉をつけバターかラードで揚げ焼きしたもの) は仔牛の代わりに七面鳥、イラク系ユダヤ人の料理クッベ (肉と穀物の肉団子スープ) はひき肉の代わりに冷凍魚のすり身、ミズラヒ系ユダヤ人の食べるケバブは羊肉の代わりに七面鳥が使われた。こういったアイディア料理は当時の遺産として今も残っている。 
クスクスや米の代わりにプティティムなどの代替品が発明され、ナスなどの万能野菜が肉の代わりに使われた。トマト、フムス、タヒナの安い缶詰やチューブ入りマヨネーズで味と栄養を補った。肉は常に不足しており、畜産が農業経済に導入されたのは1950年代後半になってからだった。 
アオイ科植物の地元固有種クベザ (ゼニアオイ) は、独立戦争 (第一次中東戦争) 中に重要な食料源となった。 エルサレムが包囲され、食糧配給車が市内に入ることができなかった時、エルサレムの住民は鉄分とビタミンを多く含むクベザ (ゼニアオイ) の葉を摘むために野原に出かけた。  最近は畑で育てたクベザやその他の野生植物が高級レストランでも提供されている。  戦中の料理はクツィッツォット・クベザ ("ktzitzot khubeza", ゼニアオイ、ブルグル、パン、卵、香辛料や香味野菜をパテにして焼いたもの) と呼ばれ、今日でもイスラエル人に食べられている。[要出典]

### 移民の影響

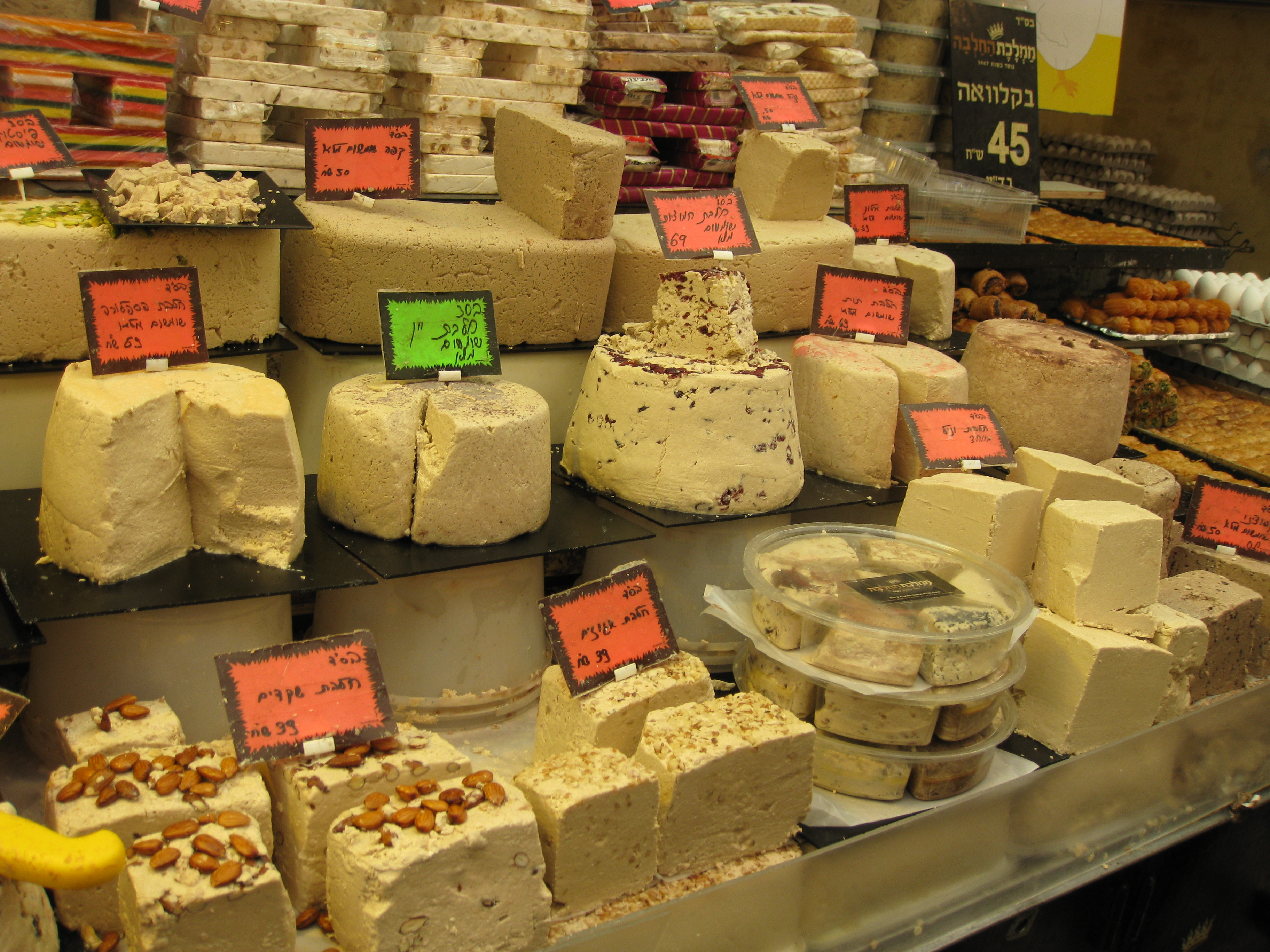
エルサレムのマハネ・イエフダ市場で売られているハルヴァ (2010年)

イスラエルにやって来た移民達は、育った国や文化の料理の要素を持ち込んだ。  1948 年までの約 50 年間に、ユダヤ人移民の波が幾度もイスラエルに押し寄せ、多種多様な食品や調理法がもたらされた。 中欧から到着した移民はシュニッツェルやシュトゥルーデル (薄い生地でフィリングを巻いた菓子) などの食べ物を持ち込んだ。
ロシア系ユダヤ人はボルシチ (ビーツで作る赤いシチュー) やシュマルツ・ハーリング (脂がのった若ニシンの塩漬け) 、フォルシュマーク（刻みニシンで作る生の前菜）などのニシン料理を持ち込んだ。 
アシュケナジムの料理には、チキンスープ、シュニッツェル、ロックス (鮭のマリネもしくはスモークサーモン)、ゲハクテ・レベル (火を通したレバーと玉ねぎとゆで卵を刻んで作るペースト)、ゲフィルテ・フィッシュ(魚肉団子)、クニッシュ (薄いパイ生地でマッシュポテトなどを包んだ軽食)、キシュカ (マッツァー粉と牛肉と香辛料のソーセージ)、クーゲル (ユダヤ人の伝統的なプディング) などがある。イスラエル初のパティスリー(ケーキ・洋菓子) 店は、アシュケナジム系ユダヤ人が開店した。イーストケーキ（バブカ）、ナッツを散らした渦巻き菓子パン（シュネッケン）、チョコレートロール、パイ生地の菓子など、中欧や東欧のケーキや菓子が普及するきっかけとなった。 1948年以降、トルコ、イラク、クルディスタン、イエメンのユダヤ人と、北アフリカ (特にモロッコ) 出身のミズラヒ系ユダヤ人の大規模移住で最も大きな影響が生まれた。 軍、学校、病院、ホテル、レストランの厨房はミズラヒム、クルド系、イエメン系ユダヤ人で構成されていることが多く、国中の料理の流行や食材に影響を与えるためである。 
北アフリカ出身ユダヤ人のミズラヒ料理は、グリルした肉、甘くて香ばしいパイ生地、米料理、詰め物をした野菜、ピタパン、サラダといったメニューで、アラブ料理との共通点が多い。 イスラエルで人気のある他の北アフリカ料理には、クスクス、シャクシューカ、マトブチャ (パプリカと香辛料を煮込んで作るトマトソース)、ニンジンサラダ、Chraime （スパイシーなトマトソースで魚の切り身を煮込んだシチュー）などがある。
バルカン半島とトルコの影響を強く受けるセファルディ料理は、イスラエル料理にも取り入れられた。例としてブレク、ヨーグルト、タラモサラタ (パンまたはジャガイモをつぶし魚卵とニンニクと和えたサラダ) がある。 イエメン系ユダヤ人の食べ物には、ジャフヌン (パン生地にバターを塗って巻き低温で一晩焼いた細長いペイストリー)、マラアワフ(パンケーキ型揚げパン)、スクッグ (中東のチリソース)、クバネ (一晩かけて焼くイーストパン) がある。 イスラエルで人気のあるイラク料理には、アンバ (青マンゴーを発酵させて作るソース)、さまざまな形のクッバ(挽肉とブルクルを丸めて揚げたもの)、野菜の詰め物 (mhasha)、ケバブ、サンブーサク (半月型ミートパイ)、サビチ (ピタパンなどに揚げナスと固ゆで卵と刻んだサラダを挟んだ軽食)、野菜のピクルス(hamutzim) などがある。

### 現代のトレンド

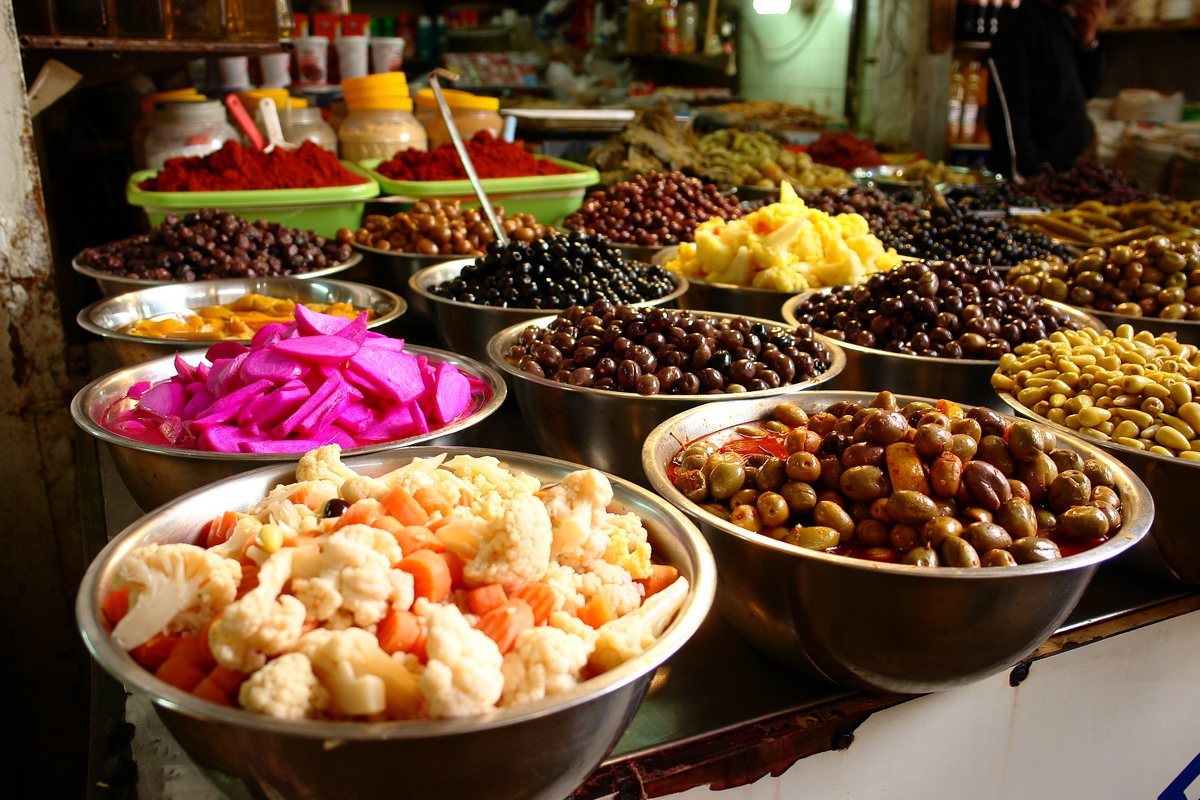
ベエルシェバのベドウィン市場に並んだピクルス (2007年)

イスラエルの農業が発展し、新しい果物や野菜が市場に登場するようになると、新しい食材を使った料理が考案され始めた。  蜂蜜、イチジク、ザクロなどの「聖書」由来の材料や、ウチワサボテン（ツァバール）やヒヨコマメなどの土着の食材も使われた。1970年代後半から、海外の料理、ワインやハーブを使った料理、菜食主義への関心が高まっている。 
1974年にはルース・サーキス (Ruth Sirkis) の『 From the Kitchen with Love 』などの料理本が世界の料理のトレンドを紹介した。また中華料理、イタリア料理、フランス料理などのレストランが開店したことで外食が増えた。こうしてイスラエルではより洗練された食文化が発展していっている。  
1979年にエジプトとの平和条約が締結された後には楽観主義が高まり、1980年代半ばの経済回復、一般市民の海外旅行の増加などによって、80年代にはグルメとワインへの関心が高まった。地元産の高品質な食材も入手しやすくなった。 家族経営の酪農家が販売する手作りチーズが人気をはくした。1983 年、イスラエル初のワイナリーであるゴラン高原ワイナリーが誕生し、後に続いた他のワイナリーとともに世界クラスのセミドライおよびドライワインを生産した。手作りパンと高品質オリーブオイルの生産にも注目が集まっている。 養殖業の発展で新鮮な魚が安定して手に入るようになり、農業革命によって新鮮な果物、野菜、ハーブが豊富に店頭に並ぶようになった。 
セファルディ系とアシュケナジ系の伝統料理は、多様性の高まりにあわせて復活した。今日では多くのエスニック料理が市場の屋台やスーパーマーケット、レストラン、結婚式やバル・ミツワー（成人の集い）の場で提供されるようになった。多国籍な食文化の発展で、異なる民族の食べ物を自由に組み合わせることがスタンダードになりつつある。  
1990年代には、世界の料理に関心が高まった。スシは、外食やイベントでの前菜人気メニューとして定着した。レストランでは、フランス料理や日本料理などの伝統料理と地元の食材を組み合わせたフュージョン料理が流行している。[要出典]
2000年代には、オーガニック食品や全粒穀物に重きをおく「健康的な食生活」指向が強くなった。多くのイスラエル人が、医学的リサーチで健康に良いと称賛されている地中海式食生活を見直し回帰するようになった。 